# Gilles de Kerchove
Gilles de Kerchove d'Ousselghem, meestal Gilles de Kerchove genoemd, (Ukkel, 3 oktober 1956) is een Europees topambtenaar. Van 1995 tot 2007 leidde hij de afdeling Justitie en Binnenlandse Zaken van het Secretariaat-Generaal van de Raad van de Europese Unie. Daarna werd hij benoemd tot EU-coördinator voor terrorismebestrijding, als opvolger van de Nederlander Gijs de Vries.

## Levensloop
De Kerchove volgde zijn hogere studies aan de Université catholique de Louvain, waar hij in 1979 afstudeerde als licentiaat in de rechten. Vervolgens haalde hij in 1984 nog een master in de rechten aan de Yale Law School. Het volgende jaar, in 1985, ging hij aan de slag bij de Europese Commissie als kaderlid bij het Directoraat-Generaal IV, dat bevoegd is voor de concurrentie. Van 1986 tot 1995 werkte hij voor de Belgische regering, onder meer als kabinetschef van de vicepremier en in verschillende ministeries.
Tussen 1995 en 2007 was hij directeur binnen het Directoraat-Generaal voor Justitie en Binnenlandse Zaken van het Secretariaat-Generaal van de Raad van de Europese Unie. In deze functie had hij een centrale rol in de onderhandelingen over Eurojust en het Europees aanhoudingsbevel. Van 2007 tot 2021 was hij de EU-coördinator voor terrorismebestrijding. In oktober 2021 werd hij opgevolgd door de Fin Ilkka Salmi. Tussen deze functies in, van 1999 tot 2000, was hij ook adjunct-secretaris van het comité dat het Europees Verdrag voor de Rechten van de Mens opstelde. Naast zijn administratieve activiteiten is hij werkzaam als docent in de rechten aan verschillende Franstalige universiteiten in België, met name de Université catholique de Louvain, de Université Saint-Louis en de Université libre de Bruxelles.

## Boeken
- (fr) de Kerchove, Gilles, Weyembergh, Anne (2001). La reconnaissance mutuelle des décisions judiciaires pénales dans l'Union européenne. Éditions de l'Université de Bruxelles, Bruxelles.
- (fr) de Kerchove, Gilles, Weyembergh, Anne (2002). L'espace pénal européen : enjeux et perspectives. Éditions de l'Université de Bruxelles, Bruxelles.
- (fr) de Kerchove, Gilles, Weyembergh, Anne (2003). Quelles réformes pour l'espace pénal européen ?. Éditions de l'Université de Bruxelles, Bruxelles.
- (fr) de Kerchove, Gilles, Weyembergh, Anne (2005). La confiance mutuelle dans l'espace pénal européen / Mutual Trust in the European Criminal Area. Éditions de l'Université de Bruxelles, Bruxelles.